# Усманский округ
Усманский о́круг — административно-территориальная единица, входившая в состав Центрально-Чернозёмной области РСФСР в 1929—1930 гг. Административным центром округа был город Усмань.

## История
Усманский округ был образован 18 сентября 1929 года в результате упразднения Воронежского округа и разукрупнения других округов. В состав Усманского округа вошли 15 районов: 10 — из Воронежского округа, 3 — из Козловского округа, 1 — из Борисоглебского округа и 1 вновь образованный район.
В 1930 году существование округов было признано нецелесообразным и 23 июля 1930 года по постановлению ЦИК и СНК СССР окружное деление было упразднено. Усманский округ был ликвидирован, входившие в него районы стали подчиняться непосредственно областному центру ЦЧО.

## Состав округа (районы)
- Аннинский,
- Березовский,
- Верхнехавский,
- Гремяченский,
- Грязинский,
- Добринский,
- Дрязгинский,
- Ендовищенский,
- Левороссошанский,
- Новоусманский,
- Панинский,
- Рождественско-Хавский,
- Сторожевский (Усманский),
- Хворостянский,
- Хлевенский.